# Lamiere per rivestimenti esterni
Le lamiere per rivestimenti esterni sono di diversi tipi: 
- Lamiere forate, ottenute da lamiere piene e i fori possono essere tondi, quadri ed oblunghi, disposti in modo alternato o parallelo. La lamiera possiede una percentuale vuota determinata e costante. chiamata di "vuoto su pieno", che prende in considerazione il totale della superficie forata, senza tenere conto dei bordi o delle zone piene. La riduzione di peso rispetto alla lamiera piena può essere considerevole in relazione alle esigenze d’uso.[1][2]
- Lamiere bugnate[2] realizzate stampando a freddo materiali come acciaio, acciaio zincato, e inossidabile, alluminio, rame e bronzo.[3] La bugnatura trasmette alla lamiera rigidità e la caratteristica antisdrucciolo.[2]
- Pannelli compositi metallo-plastici: ad esempio, pannello composito in alluminio.[4]
- La lamiera stirata è l'unico tipo di rete senza giunti o saldature. Ogni foglio è in un solo pezzo e ricavato da un nastro con operazioni contemporanee di incisione e stiratura.[1][2]